# 馬山消防署
馬山消防署(マサンしょうぼうしょ）は昌原消防本部所属の消防署である。

## 管轄区域
- 昌原市のうち馬山合浦区、馬山会原区

## 沿革

### 馬山消防署
- 1911年10月1日 - 馬山消防組として開署。
- 1912年9月1日　-　馬山消防所に改称。
- 1945年8月16日　-　馬山消防隊に改称。
- 1946年11月1日　-　馬山消防署に改称。
- 1980年4月1日 - 馬山市の一部が昌原市に分離したため管轄区域が馬山市、昌原市になる。
- 1980年7月8日 - 昌原消防署設置に伴い昌原市を管轄から外す。管轄区域が馬山市になる。
- 1983年10月17日 - 昌寧郡釜谷面を管轄に加える。
- 1985年12月5日 - 義昌郡内西面を管轄に加える。
- 1990年2月27日 - 咸安郡伽倻邑と昌寧郡昌寧邑を管轄に加える。
- 1991年1月1日 - 義昌郡が昌原郡に改称されたことに伴い、義昌郡内西面を昌原郡内西面とする。
- 1991年6月12日　-　東馬山消防署開署に伴い馬山市会原区、昌原郡内西面、昌寧郡昌寧邑、釜谷面を管轄から外す。管轄区域が馬山市のうち合浦区と咸安郡伽倻邑になる。
- 1994年4月19日 - 昌原郡鎮東面、鎮北面、鎮田面を管轄区域に加える。管轄区域が馬山市のうち合浦区と昌原郡鎮東面、鎮北面、鎮田面、咸安郡伽倻邑になる。
- 1995年1月1日 - 昌原郡鎮東面、鎮北面、鎮田面が馬山市合浦区に編入されたため、管轄区域が馬山市のうち合浦区と咸安郡伽倻邑になる。
- 1995年3月20日 - 咸安郡全域に管轄区域を拡大する。
- 2006年12月28日 - 咸安消防署開設に伴い管轄区域から咸安郡を外す。
- 2008年5月9日　-　現在の位置に庁舎を移転。
- 2008年7月3日　-　東馬山消防署の廃止に伴い統合。
- 2010年7月1日 - 昌原市・馬山市・鎮海市の統合に伴い昌原市が発足したため、管轄区域が昌原市のうち馬山合浦区、馬山会原区となる。
- 2012年1月1日　-　慶尚南道消防本部から昌原消防本部に所属を変更。

### 東馬山消防署
- 1991年6月12日 - 馬山消防署から分離して開署。管轄区域は馬山市のうち会原区、昌原郡内西面、昌寧郡昌寧邑、釜谷面。
- 1995年1月1日 - 昌原郡内西面が馬山市会原区に編入されたため、管轄区域が馬山市のうち会原区、昌寧郡昌寧邑、釜谷面になる。
- 1995年3月20日 - 昌寧郡全域に管轄区域を拡大する。管轄区域が馬山市のうち会原区、昌寧郡になる。
- 2005年11月11日 - 昌寧消防署開設に伴い管轄区域から昌寧郡を外す。
- 2008年7月2日　-　廃止。馬山消防署に統合。

## 119安全センター
| 119安全センター     | 住所                                     | 管轄区域                                                                                 | 地域隊 |
| ------------------- | ---------------------------------------- | ---------------------------------------------------------------------------------------- | ------ |
| 中央119安全センター | 昌原市馬山合浦区第二埠頭路55             | 馬山合浦区のうち中央洞、琓月洞、玆山洞、東西洞、午東洞                                   |        |
| 南城119安全センター | 昌原市馬山合浦区南城路114                | 馬山合浦区のうち山湖洞、鷺山洞、校坊洞。馬山会原区のうち桧原1洞、桧原2洞                 |        |
| 三鎮119安全センター | 昌原市馬山合浦区鎮東面海洋観光路52       | 馬山合浦区のうち鎮東面、鎮田面、鎮北面                                                   |        |
| 石田119安全センター | 昌原市馬山会原区                         | 馬山会原区のうち石田1洞、石田2洞、陽徳1洞、陽徳2洞（自由貿易区域を除く）                 |        |
| 陽鳳119安全センター | 昌原市馬山会原区自由貿易1ギル22          | 馬山合浦区のうち山湖洞、合浦洞。馬山会原区のうち鳳岩洞、陽徳1洞、陽徳2洞（自由貿易区域） |        |
| 亀岩119安全センター | 昌原市馬山会原区パリョン路186            | 馬山会原区のうち合成1洞、合成2洞、亀岩1洞、亀岩2洞                                       |        |
| 内西119安全センター | 昌原市馬山会原区内西邑中里公団路104      | 馬山会原区のうち内西邑（虎渓里、安城里、平城里、龍潭里を除く）                           |        |
| 虎渓119安全センター | 昌原市馬山会原区内西邑虎渓本洞3ギル59-10 | 馬山会原区のうち内西邑（虎渓里、安城里、平城里、龍潭里）                                 |        |

## 消防艇隊
| 住所                        | 管轄区域                                                                                 |
| --------------------------- | ---------------------------------------------------------------------------------------- |
| 昌原市馬山合浦区海岸大路200 | 馬山合浦区のうち半月洞、文化洞、月影洞、顕洞、架浦洞、亀山面。消防艇は慶尚南道南海岸一帯 |